# Arabi delle paludi
Gli arabi delle paludi (in arabo ﻋﺮﺏ ﺍلاﻫﻮﺍﺭ‎?, ʿArab al-Ahwār), conosciuti anche come Maʿdān (in arabo ﻣﻌﺩﺍﻥ‎?), sono gli abitanti delle zone paludose del delta del sistema fluviale Tigri-Eufrate nell'area sudorientale dell'Iraq e ai confini con l'Iran.

## Origini
La ricerca genetica ha dimostrato che gli arabi delle paludi hanno origine semitica. Infatti la maggior parte della linea maschile proviene dall'aplogruppo J1, antico aplogruppo della zona, molto frequente nella popolazione mediorientale.

## Storia
Storicamente la pianura alluvionale del Tigri e dell'Eufrate era molto arretrata rispetto alla posizione odierna, e i popoli che vivevano anticamente nelle zone paludose più a monte sono considerati i progenitori dell'agricoltura della mezzaluna fertile.
Maʿdan significa "abitante della pianura" e con tale termine, in senso dispregiativo, le tribù del deserto si riferivano agli abitanti dei bacini fluviali iracheni e questi indicavano gli abitanti delle paludi.
Gli abitanti vivono in case galleggianti costruite con cannuccia di palude, con un'economia di sussistenza basata sulla pesca e sull'allevamento di bufali.
Molti degli abitanti delle paludi furono uccisi o costretti a fuggire quando, per ritorsione, durante e dopo le rivolte del 1991 in Iraq, Saddam Hussein fece prosciugare le paludi, che si estendevano per ventimila chilometri quadrati; la popolazione passò da 400 000 a 40 000 individui.

## Lingua
I Maʿdān parlano un dialetto locale e il loro abbigliamento si discosta da quello arabo tradizionale.